# Чемпіонат світу з футболу 1958 (кваліфікаційний раунд)
У кваліфікаційному раунді чемпіонату світу з футболу 1958 року 55 збірних змагалися за 14 місць у фінальній частині футбольної світової першості. Ще дві команди, господарі турніру збірна Швеції і діючий чемпіон світу збірна ФРН, кваліфікувалися автоматично, без участі у кваліфікаційному раунді.
Враховуючи досвід кваліфікаційних раундів попередніх чемпіонатів світу, що відрізнялися складними правилами відбору і масовими зняттями зі змагання, ФІФА ухвалила рішення запровадити поділ на зони за географічним принципом, надавши кожній зоні конкретну кількість путівок до фінальної частини першості світу та делегувавши організацію відбіркових змагань континентальним футбольним конфедераціям. Це дозволило провести більш організований кваліфікаційний турнір, проте не вирішило проблему відмов від участі у відборі по ходу турніру.
16 місць у фінальній частині чемпіонату світу 1958 року були розподілені між континентами наступним чином:
- Європа (УЄФА): 11 місць, включаючи 2 місця які автоматично отримали збірна Швеції (господар турніру)  і збірна ФРН (діючий чемпіон світу). За решту 9 місць змагалися збірні 27 країн.
- Південна Америка (КОНМЕБОЛ): 3 місця, що розігрувалися між 9 збірними.
- Північна, Центральна Америка і Карибський регіон: 1 місце, за яке боролися 6 команд.
- Африка (КАФ) і Азія (АФК): 1 місце, на яке претендували представники 11 країн (включаючи збірні Ізраїлю, Кіпру і Туреччини).

Крім того ФІФА запровадила правило, за яким для виходу на чемпіонат світу команда мала взяти участь щонайменше в одній відбірковій грі, аби унеможливити ситуацію, що неодноразово виникала раніше, коли учасниками світової першості ставали команди, усі суперники яких відмовлялися від участі у відборі. Це правило  було застосоване до збірної Ізраїлю вже по ходу відбору на ЧС-1958, оскільки всі її суперники відмовилися проти неї грати. Тому ізраїльска команда була змушена проводити матчі плей-оф проти представника Європи, що фактично збільшило квоту УЄФА до 11,5 місць і зменшило квоту регіону Африки і Азії до 0,5 місця.
Загалом 46 команд взяли участь у бодай одній грі відбіркового раунду. Загалом було зіграно 89 матчів, у яких було забито 341 гол (у середньому 3.83 гола за гру).

## Європа
27 команд-учасниць були розділені на 9 груп, по 3 команди у кожній. Команди грали між собою по дві гри (одній удома і одній у гостях). До фінальної частини чемпіонату світу виходила команда-переможець групи. Збірні СРСР та Ісландії брали участь у відборі на світову першість уперше у своїй історії.

### Група 1 (УЄФА)
| Місце | Команда  | О | І | В | Н | П | Г+ | Г- | СГ   |
| ----- | -------- | - | - | - | - | - | -- | -- | ---- |
| 1     | Англія   | 7 | 4 | 3 | 1 | 0 | 15 | 5  | 3.00 |
| 2     | Ірландія | 5 | 4 | 2 | 1 | 1 | 6  | 7  | 0.86 |
| 3     | Данія    | 0 | 4 | 0 | 0 | 4 | 4  | 13 | 0.31 |

| 3 жовтня 1956 | Ірландія                    | 2 – 1    | Данія        | Дублін, Ірландія                                             |  |
|               | Кертіс 27' Гевін 45' (пен.) | Протокол | О. Єнсен 85' | Стадіон: Далімаунт-Парк Глядачі: 32,600 Суддя: Бонд (Англія) |  |
|               |                             |          |              |                                                              |  |

| 5 грудня 1956 | Англія                               | 5 – 2    | Данія               | Вулвергемптон, Англія                |  |
|               | Тейлор 2', 22', 53' Едвардс 66', 77' | Протокол | О. Нільсен 27', 32' | Глядачі: 54,083 Суддя: Гіг (Франція) |  |
|               |                                      |          |                     |                                      |  |

| 8 травня 1957 | Англія                              | 5 – 1    | Ірландія   | Лондон, Англія                             |  |
|               | Тейлор 10', 19', 40' Етійо 38', 90' | Протокол | Кертіс 56' | Глядачі: 52,000 Суддя: Філліпс (Шотландія) |  |
|               |                                     |          |            |                                            |  |

| 15 травня 1957 | Данія        | 1 – 4    | Англія                              | Копенгаген, Данія                |  |
|                | Й. Єнсен 27' | Протокол | Гейнс 28' Тейлор 71', 86' Етійо 75' | Глядачі: 35,000 Суддя: Душ (ФРН) |  |
|                |              |          |                                     |                                  |  |

| 19 травня 1957 | Ірландія    | 1 – 1    | Англія    | Дублін, Ірландія                           |  |
|                | Рінгстед 3' | Протокол | Етійо 90' | Глядачі: 36,000 Суддя: Філліпс (Шотландія) |  |
|                |             |          |           |                                            |  |

| 2 жовтня 1957 | Данія | 0 – 2    | Ірландія               | Копенгаген, Данія                  |  |
|               |       | Протокол | Каммінс 53' Кертіс 61' | Глядачі: 28,000 Суддя: Шульц (НДР) |  |
|               |       |          |                        |                                    |  |

Збірна Англії кваліфікувалася.

### Група 2 (УЄФА)
| Місце | Команда  | О | І | В | Н | П | Г+ | Г- | СГ   |
| ----- | -------- | - | - | - | - | - | -- | -- | ---- |
| 1     | Франція  | 7 | 4 | 3 | 1 | 0 | 19 | 4  | 4.75 |
| 2     | Бельгія  | 5 | 4 | 2 | 1 | 1 | 16 | 11 | 1.45 |
| 3     | Ісландія | 0 | 4 | 0 | 0 | 4 | 6  | 26 | 0.23 |

| 11 листопада 1956 | Франція                                     | 6 – 3    | Бельгія                   | Париж, Франція                       |  |
|                   | Цисовскі 13', 15', 44', 72', 88' Венсан 18' | Протокол | Гоуф 16' Віллемс 61', 67' | Глядачі: 46,049 Суддя: Клаф (Англія) |  |
|                   |                                             |          |                           |                                      |  |

| 2 червня 1957 | Франція                                                                     | 8 – 0    | Ісландія | Нант, Франція                         |  |
|               | С. Олівер 6', 11' Венсан 29', 83' Дерьоддр 36' П'янтоні 45', 81' Браїмі 49' | Протокол |          | Глядачі: 15,080 Суддя: Елліс (Англія) |  |
|               |                                                                             |          |          |                                       |  |

| 5 червня 1957 | Бельгія                                                                       | 8 – 3    | Ісландія                          | Брюссель, Бельгія                          |  |
|               | Орланс 4', 57' Пітерс 11' Ванденберг 12' Мес 22', 26' Коппенс 42', 44' (пен.) | Протокол | Тордарсон 33', 77' Р. Йонссон 81' | Глядачі: 6,792 Суддя: Блітген (Люксембург) |  |
|               |                                                                               |          |                                   |                                            |  |

| 1 вересня 1957 | Ісландія       | 1 – 5    | Франція                                          | Рейк'явік, Ісландія                        |  |
|                | Т. Йонссон 64' | Протокол | Цисовскі 29', 32' Уйлакі 48', 66' Виснєський 53' | Глядачі: 9,000 Суддя: Девідсон (Шотландія) |  |
|                |                |          |                                                  |                                            |  |

| 4 вересня 1957 | Ісландія                     | 2 – 5    | Бельгія                                           | Рейк'явік, Ісландія                        |  |
|                | Р. Йонссон 1' Т. Йонссон 65' | Протокол | Ван Герпе 9' Віллемс 40' Ванденберг 64', 81', 89' | Глядачі: 7,000 Суддя: Девідсон (Шотландія) |  |
|                |                              |          |                                                   |                                            |  |

| 27 жовтня 1957 | Бельгія | 0 – 0    | Франція | Брюссель, Бельгія                     |  |
|                |         | Протокол |         | Глядачі: 56,497 Суддя: Гельге (Данія) |  |
|                |         |          |         |                                       |  |

Збірна Франції кваліфікувалася.

### Група 3 (УЄФА)
| Місце | Команда  | О | І | В | Н | П | Г+ | Г- | СГ   |
| ----- | -------- | - | - | - | - | - | -- | -- | ---- |
| 1     | Угорщина | 6 | 4 | 3 | 0 | 1 | 12 | 4  | 3.00 |
| 2     | Болгарія | 4 | 4 | 2 | 0 | 2 | 11 | 7  | 1.57 |
| 3     | Норвегія | 2 | 4 | 1 | 0 | 3 | 3  | 15 | 0.20 |

| 22 травня 1957 | Норвегія   | 1 – 2    | Болгарія             | Осло, Норвегія                            |  |
|                | Геннум 47' | Протокол | Г. Димитров 38', 75' | Стадіон: Уллевол Суддя: Ліндберг (Швеція) |  |
|                |            |          |                      |                                           |  |

| 12 червня 1957 | Норвегія                      | 2 – 1    | Угорщина | Осло, Норвегія                        |  |
|                | Геннум 10' К. Крістіансен 78' | Протокол | Тіхі 43' | Глядачі: 25,724 Суддя: Гельге (Данія) |  |
|                |                               |          |          |                                       |  |

| 23 червня 1957 | Угорщина                     | 4 – 1    | Болгарія  | Будапешт, Угорщина                       |  |
|                | Махош 5', 14', 30' Божик 52' | Протокол | Колєв 69' | Стадіон: Непштадіон Суддя: Гіг (Франція) |  |
|                |                              |          |           |                                          |  |

| 15 вересня 1957 | Болгарія | 1 – 2    | Угорщина          | Софія, Болгарія                                  |  |
|                 | Дієв 43' | Протокол | Хідегкуті 2', 34' | Стадіон: Васил Левський Суддя: Бернарді (Італія) |  |
|                 |          |          |                   |                                                  |  |

| 3 листопада 1957 | Болгарія                                                      | 7 – 0    | Норвегія | Софія, Болгарія                                       |  |
|                  | Ілієв 6', 60', 74' Панайотов 29', 32' Янев 59' Дебарський 77' | Протокол |          | Стадіон: Васил Левський Суддя: Мацко (Чехословаччина) |  |
|                  |                                                               |          |          |                                                       |  |

| 10 листопада 1957 | Угорщина                                            | 5 – 0    | Норвегія | Будапешт, Угорщина               |  |
|                   | Шандор 12' Чордаш 20', 71' Махош 69' Фальх 74' (аг) | Протокол |          | Глядачі: 91,000 Суддя: Душ (ФРН) |  |
|                   |                                                     |          |          |                                  |  |

Збірна Угорщини кваліфікувалася.

### Група 4 (УЄФА)
| Місце | Команда        | О | І | В | Н | П | Г+ | Г- | СГ   |
| ----- | -------------- | - | - | - | - | - | -- | -- | ---- |
| 1     | Чехословаччина | 6 | 4 | 3 | 0 | 1 | 9  | 3  | 3.00 |
| 2     | Уельс          | 4 | 4 | 2 | 0 | 2 | 6  | 5  | 1.20 |
| 3     | НДР            | 2 | 4 | 1 | 0 | 3 | 5  | 12 | 0.42 |

| 1 травня 1957 | Уельс      | 1 – 0    | Чехословаччина | Кардіфф, Уельс                 |  |
|               | Вернон 75' | Протокол |                | Суддя: Бронкгосрт (Нідерланди) |  |
|               |            |          |                |                                |  |

| 19 травня 1957 | НДР                 | 2 – 1    | Уельс       | Лейпциг, Німецька Демократична Республіка |  |
|                | Вірт 21' Трегер 61' | Протокол | М. Чарлз 6' | Суддя: Латишев (СРСР)                     |  |
|                |                     |          |             |                                           |  |

| 26 травня 1957 | Чехословаччина            | 2 – 0    | Уельс | Прага, Чехословаччина       |  |
|                | Деніел 21' (аг) Краус 65' | Протокол |       | Суддя: Вісслінг (Швейцарія) |  |
|                |                           |          |       |                             |  |

| 16 червня 1957 | Чехословаччина                  | 3 – 1    | НДР      | Брно, Чехословаччина     |  |
|                | Краус 60' Бубник 81' Молнар 89' | Протокол | Вірт 18' | Суддя: Йоргенсен (Данія) |  |
|                |                                 |          |          |                          |  |

| 25 вересня 1957 | Уельс                          | 4 – 1    | НДР        | Кардіфф, Уельс      |  |
|                 | Палмер 38', 44', 73' Джонс 42' | Протокол | Кайзер 57' | Суддя: Ліф (Англія) |  |
|                 |                                |          |            |                     |  |

| 27 жовтня 1957 | НДР           | 1 – 4    | Чехословаччина                       | Лейпциг, Німецька Демократична Республіка |  |
|                | Г. Мюллер 35' | Протокол | Краус 4', 88' Моравчик 23' Новак 43' | Суддя: Швінте (Франція)                   |  |
|                |               |          |                                      |                                           |  |

Збірна Чехословаччини кваліфікувалася. Уельс отримав другий шанс потрапити до фінальної частини світової першості як учасник спеціального плей-оф проти збірної Ізраїлю. Див. Фінальний раунд КАФ / АФК і плей-оф.

### Група 5 (УЄФА)
| Місце | Команда    | О | І | В | Н | П | Г+ | Г- | СГ   |
| ----- | ---------- | - | - | - | - | - | -- | -- | ---- |
| 1     | Австрія    | 7 | 4 | 3 | 1 | 0 | 14 | 3  | 4.67 |
| 2     | Нідерланди | 5 | 4 | 2 | 1 | 1 | 12 | 7  | 1.71 |
| 3     | Люксембург | 0 | 4 | 0 | 0 | 4 | 3  | 19 | 0.16 |

| 30 вересня 1956 | Австрія                                                                  | 7 – 0    | Люксембург | Відень, Австрія          |  |
|                 | Ганаппі 18', 25' Вальцгофер 51' Вагнер 62', 77' Козліцек 71' Гауммер 79' | Протокол |            | Суддя: Ліверані (Італія) |  |
|                 |                                                                          |          |            |                          |  |

| 20 березня 1957 | Нідерланди                                      | 4 – 1    | Люксембург    | Роттердам, Нідерланди |  |
|                 | Ван дер Гейп 27', 30' Діллен 72' Брюсселєрс 80' | Протокол | Гальсдорф 34' | Суддя: Трайхель (ФРН) |  |
|                 |                                                 |          |               |                       |  |

| 26 травня 1957 | Австрія                              | 3 – 2    | Нідерланди         | Відень, Австрія     |  |
|                | Коллер 47' Бузек 80' Штоц 89' (пен.) | Протокол | Ван Меліс 30', 32' | Суддя: Шмецер (ФРН) |  |
|                |                                      |          |                    |                     |  |

| 11 вересня 1957 | Нідерланди                                            | 5 – 2    | Люксембург        | Роттердам, Нідерланди  |  |
|                 | Ленстра 15', 28' Вілкес 26' Ван Меліс 35' Рейверс 54' | Протокол | Фідлер 5' Леч 58' | Суддя: Мердок (Англія) |  |
|                 |                                                       |          |                   |                        |  |

| 25 вересня 1957 | Нідерланди  | 1 – 1    | Австрія     | Амстердам, Нідерланди |  |
|                 | Ленстра 63' | Протокол | Ганаппі 29' | Суддя: Елліс (Англія) |  |
|                 |             |          |             |                       |  |

| 29 вересня 1957 | Люксембург | 0 – 3    | Австрія                           | Люксембург, Люксембург  |  |
|                 |            | Протокол | Дінст 19' Бузек 47' Сенекович 66' | Суддя: Версип (Бельгія) |  |
|                 |            |          |                                   |                         |  |

Збірна Австрії кваліфікувалася.

### Група 6 (УЄФА)
| Місце | Команда   | О | І | В | Н | П | Г+ | Г- | СГ   |
| ----- | --------- | - | - | - | - | - | -- | -- | ---- |
| 1=    | СРСР      | 6 | 4 | 3 | 0 | 1 | 16 | 3  | 5.33 |
| 1=    | Польща    | 6 | 4 | 3 | 0 | 1 | 9  | 5  | 1.80 |
| 3     | Фінляндія | 0 | 4 | 0 | 0 | 4 | 2  | 19 | 0.11 |

| 23 червня 1957 | СРСР                             | 3 – 0    | Польща | Москва, СРСР                                         |  |
|                | Татушин 9' Симонян 55' Ільїн 77' | Протокол |        | Стадіон: Центральний ім. Леніна Суддя: Клаф (Англія) |  |
|                |                                  |          |        |                                                      |  |

| 5 липня 1957 | Фінляндія    | 1 – 3    | Польща                   | Гельсінкі, Фінляндія      |  |
|              | Ванганен 72' | Протокол | Янковський 19', 56', 65' | Суддя: Нільсен (Норвегія) |  |
|              |              |          |                          |                           |  |

| 27 липня 1957 | СРСР                 | 2 – 1    | Фінляндія    | Москва, СРСР                          |  |
|               | Войнов 23' Нетто 62' | Протокол | Лахтінен 42' | Стадіон: Динамо Суддя: Маєр (Австрія) |  |
|               |                      |          |              |                                       |  |

| 15 серпня 1957 | Фінляндія | 0 – 10   | СРСР                                                                           | Гельсінкі, Фінляндія       |  |
|                |           | Протокол | Нетто 6' Симонян 9', 13', 31' Ісаєв 12', 20' Стрєльцов 29', 49' Ільїн 60', 87' | Суддя: А. Асмуссен (Данія) |  |
|                |           |          |                                                                                |                            |  |

| 20 жовтня 1957 | Польща           | 2 – 1    | СРСР       | Хожув, Польща        |  |
|                | Цесьлік 43', 50' | Протокол | Іванов 80' | Суддя: Клаф (Англія) |  |
|                |                  |          |            |                      |  |

| 3 листопада 1957 | Польща                                   | 4 – 0    | Фінляндія | Варшава, Польща  |  |
|                  | Гавлік 2' Брихчий 4', 48' Янковський 60' | Протокол |           | Суддя: Душ (ФРН) |  |
|                  |                                          |          |           |                  |  |

Збірні Польщі та СРСР фінішували з однаковою кількістю очок і для визначення учасника фінальної частини першості світу було проведено гру плей-оф на нейтральному полі.
| 24 листопада 1957 | СРСР                      | 2 – 0    | Польща | Лейпциг, НДР         |  |
|                   | Стрєльцов 31' Федосов 75' | Протокол |        | Суддя: Клаф (Англія) |  |
|                   |                           |          |        |                      |  |

Збірна СРСР кваліфікувалася.

### Група 7 (УЄФА)
| Місце | Команда   | О | І | В | Н | П | Г+ | Г- | СГ   |
| ----- | --------- | - | - | - | - | - | -- | -- | ---- |
| 1     | Югославія | 6 | 4 | 2 | 2 | 0 | 7  | 2  | 3.50 |
| 2     | Румунія   | 5 | 4 | 2 | 1 | 1 | 6  | 4  | 1.50 |
| 3     | Греція    | 1 | 4 | 0 | 1 | 3 | 2  | 9  | 0.22 |

| 5 травня 1957 | Греція | 0 – 0    | Югославія | Афіни, Греція             |  |
|               |        | Протокол |           | Суддя: Девільєр (Франція) |  |
|               |        |          |           |                           |  |

| 16 червня 1957 | Греція      | 1 – 2    | Румунія             | Афіни, Греція          |  |
|                | Панакіс 29' | Протокол | А. Ене 15' Озон 78' | Суддя: Арзік (Франція) |  |
|                |             |          |                     |                        |  |

| 29 вересня 1957 | Румунія    | 1 – 1    | Югославія | Бухарест, Румунія      |  |
|                 | А. Ене 78' | Протокол | Муїч 79'  | Суддя: Грілл (Австрія) |  |
|                 |            |          |           |                        |  |

| 3 листопада 1957 | Румунія                                       | 3 – 0    | Греція | Бухарест, Румунія       |  |
|                  | Печовський 51' (пен.) Тетару 64' Каковяну 67' | Протокол |        | Суддя: Швінте (Франція) |  |
|                  |                                               |          |        |                         |  |

| 10 листопада 1957 | Югославія                            | 4 – 1    | Греція         | Белград, Югославія    |  |
|                   | Муїч 6', 61' Крстич 9' Петакович 67' | Протокол | Несторідіс 28' | Суддя: Йонні (Італія) |  |
|                   |                                      |          |                |                       |  |

| 17 листопада 1957 | Югославія            | 2 – 0    | Румунія | Белград, Югославія        |  |
|                   | Милутинович 52', 58' | Протокол |         | Суддя: Зейпельт (Австрія) |  |
|                   |                      |          |         |                           |  |

Збірна Югославії кваліфікувалася.

### Група 8 (УЄФА)
| Місце | Команда           | О | І | В | Н | П | Г+ | Г- | СГ   |
| ----- | ----------------- | - | - | - | - | - | -- | -- | ---- |
| 1     | Північна Ірландія | 5 | 4 | 2 | 1 | 1 | 6  | 3  | 2.00 |
| 2     | Італія            | 4 | 4 | 2 | 0 | 2 | 5  | 5  | 1.00 |
| 3     | Португалія        | 3 | 4 | 1 | 1 | 2 | 4  | 7  | 0.57 |

| 16 січня 1957 | Португалія | 1 – 1    | Північна Ірландія | Лісабон, Португалія     |  |
|               | Васкеш 24' | Протокол | Бінгем 6'         | Суддя: Лекесн (Франція) |  |
|               |            |          |                   |                         |  |

| 25 квітня 1957 | Італія     | 1 – 0    | Північна Ірландія | Рим, Італія          |  |
|                | Червато 3' | Протокол |                   | Суддя: Гіг (Франція) |  |
|                |            |          |                   |                      |  |

| 1 травня 1957 | Північна Ірландія                         | 3 – 0    | Португалія | Белфаст, Північна Ірландія |  |
|               | Кейсі 22' Сімпсон 60' Макілрой 70' (пен.) | Протокол |            | Суддя: Філліпс (Шотландія) |  |
|               |                                           |          |            |                            |  |

| 26 травня 1957 | Португалія                         | 3 – 0    | Італія | Лісабон, Португалія   |  |
|                | Васкеш 41' Тейшейра 81' Матато 87' | Протокол |        | Суддя: Трайхель (ФРН) |  |
|                |                                    |          |        |                       |  |

| 22 грудня 1957 | Італія                         | 3 – 0    | Португалія | Мілан, Італія              |  |
|                | Граттон 36', 72' Півателлі 84' | Протокол |            | Суддя: Даміані (Югославія) |  |
|                |                                |          |            |                            |  |

| 15 січня 1958 | Північна Ірландія    | 2 – 1    | Італія       | Белфаст, Північна Ірландія |  |
|               | Макілрой 13' Каш 28' | Протокол | Да Коста 56' | Суддя: Жолт (Угорщина)     |  |
|               |                      |          |              |                            |  |

Гра 15 січня 1958 року між збірними Північної Ірландії та Італії мала відбутися 4 грудня 1957 року, проте щільний туман в Лондоні завадив арбітру гри Іштвану Жолту, співробітнику Угорського державного оперного театру, вчасно прибути на гру. Вібіркову гру було відклашено, однак матч в оригінальну дату було вирішено все ж провести, але у форматі товариської гри. Цей матч закінчився з рахунком 2:2 і безчинствами з боку вболівальників північноірландців, спровокованими відкладенням відбіркової гри і доволі грубою грою італійських футболістів. Вболівальники вибігли на поле і перетворили товариську гру на інцидент, відомий як Белфастська битва. Денні Бланчфлауер, капітан команди господарів, допоміг уникнути ескалації ситуації, наказавши своїм гравцям супроводити італійців з поля доки поліція стримувала натовп.
Збірна Північної Ірландії кваліфікувалася.
Збірна Італії уперше в своїй історії не змогла подолати відбір на чемпіонат світу, наступного разу вона не стала учсником світової першості лише 2018 року.

### Група 9 (УЄФА)
| Місце | Команда   | О | І | В | Н | П | Г+ | Г- | СГ   |
| ----- | --------- | - | - | - | - | - | -- | -- | ---- |
| 1     | Шотландія | 6 | 4 | 3 | 0 | 1 | 10 | 9  | 1.11 |
| 2     | Іспанія   | 5 | 4 | 2 | 1 | 1 | 12 | 8  | 1.50 |
| 3     | Швейцарія | 1 | 4 | 0 | 1 | 3 | 6  | 11 | 0.55 |

| 10 березня 1957 | Іспанія                 | 2 – 2    | Швейцарія    | Мадрид, Іспанія   |  |
|                 | Суарес 30' Гонсалес 48' | Протокол | Гюгі 6', 67' | Суддя: Еріх (ФРН) |  |
|                 |                         |          |              |                   |  |

| 8 травня 1957 | Шотландія                           | 4 – 2    | Іспанія               | Глазго, Шотландія |  |
|               | М'юді 22', 70', 79' Г'юї 41' (пен.) | Протокол | Суарес 19' Кубала 28' | Суддя: Душ (ФРН)  |  |
|               |                                     |          |                       |                   |  |

| 19 травня 1957 | Швейцарія        | 1 – 2    | Шотландія          | Базель, Швейцарія         |  |
|                | Р. Фонлантен 13' | Протокол | М'юді 33' Рінг 71' | Суддя: Звйпельт (Австрія) |  |
|                |                  |          |                    |                           |  |

| 26 травня 1957 | Іспанія                               | 4 – 1    | Шотландія | Мадрид, Іспанія     |  |
|                | Матеос 11' Кубала 33' Басора 60', 87' | Протокол | Сміт 79'  | Суддя: Ліф (Англія) |  |
|                |                                       |          |           |                     |  |

| 6 листопада 1957 | Шотландія                         | 3 – 2    | Швейцарія                 | Глазго, Шотландія   |  |
|                  | Робертсон 29' М'юді 52' Скотт 70' | Протокол | Ріва 35' Р. Фонлантен 79' | Суддя: Ліф (Англія) |  |
|                  |                                   |          |                           |                     |  |

| 24 листопада 1957 | Швейцарія    | 1 – 4    | Іспанія                             | Лозанна, Швейцарія      |  |
|                   | Балламан 61' | Протокол | Кубала 19', 72' Ді Стефано 24', 55' | Суддя: Алстен (Бельгія) |  |
|                   |              |          |                                     |                         |  |

Збірна Шотландії кваліфікувалася.

## Південна Америка
9 команд-учасниць були розділені на три групи по три команди в кожній. Команди грали між собою по дві гри (одній удома і одній у гостях). До фінальної частини чемпіонату світу виходила команда-переможець групи.

### Група 1 (КОНМЕБОЛ)
| Місце | Команда   | О       | І       | В       | Н       | П       | Г+      | Г-      |
| ----- | --------- | ------- | ------- | ------- | ------- | ------- | ------- | ------- |
| 1     | Бразилія  | 3       | 2       | 1       | 1       | 0       | 2       | 1       |
| 2     | Перу      | 1       | 2       | 0       | 1       | 1       | 1       | 2       |
| —     | Венесуела | знялася | знялася | знялася | знялася | знялася | знялася | знялася |

| 13 квітня 1957 | Перу      | 1 – 1 | Бразилія  | Ліма, Перу                |  |
|                | Террі 38' |       | Індіо 47' | Суддя: Родрігес (Уругвай) |  |
|                |           |       |           |                           |  |

| 21 квітня 1957 | Бразилія | 1 – 0 | Перу | Ріо-де-Жанейро, Бразилія |  |
|                | Діді 11' |       |      | Суддя: Марино (Ургувай)  |  |
|                |          |       |      |                          |  |

Збірна Бразилії кваліфікувалася.

### Група 3 (КОНМЕБОЛ)
| Місце | Команда   | О | І | В | Н | П | Г+ | Г- |
| ----- | --------- | - | - | - | - | - | -- | -- |
| 1     | Аргентина | 6 | 4 | 3 | 0 | 1 | 10 | 2  |
| 2     | Болівія   | 4 | 4 | 2 | 0 | 2 | 6  | 6  |
| 3     | Чилі      | 2 | 4 | 1 | 0 | 3 | 2  | 10 |

| 22 вересня 1957 | Чилі                 | 2 – 1 | Болівія    | Сантьяго                   |  |
|                 | Діас 62' Рамірес 68' |       | Алькон 36' | Суддя: Вислінг (Швейцарія) |  |
|                 |                      |       |            |                            |  |

| 29 вересня 1957 | Болівія                      | 3 – 0 | Чилі | Ла-Пас, Болівія            |  |
|                 | Гарсія 30' Алькосер 70', 86' |       |      | Суддя: Вислінг (Швейцарія) |  |
|                 |                              |       |      |                            |  |

| 6 жовтня 1957 | Болівія                  | 2 – 0 | Аргентина | Ла-Пас, Болівія            |  |
|               | Алькосер 13' Рамірес 75' |       |           | Суддя: Вислінг (Швейцарія) |  |
|               |                          |       |           |                            |  |

| 13 жовтня 1957 | Чилі | 0 – 2 | Аргентина              | Сантьяго                   |  |
|                |      |       | Менендес 40' Конде 61' | Суддя: Вислінг (Швейцарія) |  |
|                |      |       |                        |                            |  |

| 20 жовтня 1957 | Аргентина                                | 4 – 0 | Чилі | Буенос-Айрес, Аргентина    |  |
|                | Корбатта 1', 41' Менендес 13' Сарате 45' |       |      | Суддя: Вислінг (Швейцарія) |  |
|                |                                          |       |      |                            |  |

| 27 жовтня 1957 | Аргентина                                     | 4 – 0 | Болівія | Буенос-Айрес, Аргентина    |  |
|                | Сарате 8' Корбатта 62' Прадо 63' Менендес 64' |       |         | Суддя: Вислінг (Швейцарія) |  |
|                |                                               |       |         |                            |  |

Збірна Аргентини кваліфікувалася.
| Місце | Команда  | О | І | В | Н | П | Г+ | Г- |
| ----- | -------- | - | - | - | - | - | -- | -- |
| 1     | Парагвай | 6 | 4 | 3 | 0 | 1 | 11 | 4  |
| 2     | Уругвай  | 5 | 4 | 2 | 1 | 1 | 4  | 6  |
| 3     | Колумбія | 1 | 4 | 0 | 1 | 3 | 3  | 8  |

| 16 червня 1957 | Колумбія   | 1 – 1 | Уругвай     | Богота, Колумбія        |  |
|                | Аранго 15' |       | Амбройс 46' | Суддя: Гасбенд (Англія) |  |
|                |            |       |             |                         |  |

| 20 червня 1957 | Колумбія               | 2 – 3 | Парагвай                          | Богота, Колумбія        |  |
|                | Гутьєррес 10' Діас 89' |       | А. Яра 34' Агуеро 68' Агілера 88' | Суддя: Гасбенд (Англія) |  |
|                |                        |       |                                   |                         |  |

| 30 червня 1957 | Уругвай          | 1 – 0 | Колумбія | Монтевідео, Уругвай     |  |
|                | Мігес 89' (пен.) |       |          | Суддя: Гасбенд (Англія) |  |
|                |                  |       |          |                         |  |

| 7 липня 1957 | Парагвай                   | 3 – 0 | Колумбія | Асунсьйон, Парагвай     |  |
|              | Е. Яра 11', 77' Агуеро 27' |       |          | Суддя: Гасбенд (Англія) |  |
|              |                            |       |          |                         |  |

| 14 липня 1957 | Парагвай                                    | 5 – 0 | Уругвай | Асунсьйон, Парагвай     |  |
|               | Амарілья 5', 48', 57' А. Яра 88' Агуеро 90' |       |         | Суддя: Гасбенд (Англія) |  |
|               |                                             |       |         |                         |  |

| 28 липня 1957 | Уругвай                 | 2 – 0 | Парагвай | Монтевідео, Уругвай     |  |
|               | Бенітес 8' Мартінес 88' |       |          | Суддя: Гасбенд (Англія) |  |
|               |                         |       |          |                         |  |

Збірна Парагваю кваліфікувалася.

## Північна і Центральна Америка
Відбір передбачав два раунди:
- Перший раунд: Шість команд були розділені на 2 групи по 3 команди в кожній (Групу 1 складали збірні Північної Америки, а Групу 2 — команди Центральної Америки і Кариб). Команди грали між собою по дві гри (одній удома і одній у гостях). До фінального раунду виходили команди-переможці кожної з груп.
- Фінальний раунд: Дві команди-учасниці проводили між собою по одній грі удома і одній у гостях. Переможець за сумою двох ігор кваліфікувався до фінальної частини чемпіонату світу.

### Перший раунд (КОНКАКАФ)

#### Група 1 (КОНКАКАФ)
| Місце | Команда | О | І | В | Н | П | Г+ | Г- |
| ----- | ------- | - | - | - | - | - | -- | -- |
| 1     | Мексика | 8 | 4 | 4 | 0 | 0 | 18 | 2  |
| 2     | Канада  | 4 | 4 | 2 | 0 | 2 | 8  | 8  |
| 3     | США     | 0 | 4 | 0 | 0 | 4 | 5  | 21 |

| 7 квітня 1957 | Мексика                                                  | 6 – 0 | США | Мехіко, Мексика                                           |  |
|               | К. Гутьєррес 14', 26' Реєс 33', 69', 76' Е. Ернандес 63' |       |     | Глядачі: 60,000 Суддя: Ван Росберг (Нідерландські Антили) |  |
|               |                                                          |       |     |                                                           |  |

| 28 квітня 1957 | США              | 2 – 7 | Мексика                                                                   | Лонг-Біч, Сполучені Штати Америки      |  |
|                | Е. Мерфі 5', 45' |       | А. Ернандес 22', 36', 82' К. Гутьєррес 38' Е. Ернандес 65', 87' Сесма 79' | Глядачі: 12,500 Суддя: Морган (Канада) |  |
|                |                  |       |                                                                           |                                        |  |

| 22 червня 1957 | Канада                                         | 5 – 1 | США             | Варсіті Торонто, Канада               |  |
|                | Маклауд 32' Філлі 35' Г'юз 55', 80' Стюарт 57' |       | Кеог 35' (пен.) | Глядачі: 5,167 Суддя: Садлер (Канада) |  |
|                |                                                |       |                 |                                       |  |

| 30 червня 1957 | Мексика                              | 3 – 0 | Канада | Мехіко, Мексика                           |  |
|                | К. Гонсалес 5', 72' К. Гутьєррес 46' |       |        | Суддя: Ван Росберг (Нідерландські Антили) |  |
|                |                                      |       |        |                                           |  |

| 3 липня 1957 | Мексика                   | 2 – 0 | Канада | Мехіко, Мексика                           |  |
|              | К. Гутьєррес 8' Сесма 28' |       |        | Суддя: Ван Росберг (Нідерландські Антили) |  |
|              |                           |       |        |                                           |  |

| 6 липня 1957 | США                       | 2 – 3 | Канада                           | Сент-Луїс, Сполучені Штати Америки      |  |
|              | Мендоза 42' Дж. Мерфі 80' |       | Філлі 9' Стецьків 14' Стюарт 25' | Глядачі: 1,500 Суддя: Лутостанскі (США) |  |
|              |                           |       |                                  |                                         |  |

Збірна Мексики вийшла до Фінального раунду.

#### Група 2 (КОНКАКАФ)
| Місце | Команда                          | О | І | В | Н | П | Г+ | Г- |
| ----- | -------------------------------- | - | - | - | - | - | -- | -- |
| 1     | Коста-Рика                       | 8 | 4 | 4 | 0 | 0 | 15 | 4  |
| 2     | Нідерландські Антильські острови | 2 | 3 | 1 | 0 | 2 | 4  | 7  |
| 3     | Гватемала                        | 0 | 3 | 0 | 0 | 3 | 4  | 12 |

| 10 лютого 1957 | Гватемала               | 2 – 6 | Коста-Рика                                               | Гватемала, Гватемала       |  |
|                | Вікерс 19' Еспіноса 87' |       | Ернан 11', 28', 38' Хіменес 17' Монтеро 48' Мурільйо 78' | Суддя: Зундгайм (Колумбія) |  |
|                |                         |       |                                                          |                            |  |

| 17 лютого 1957 | Коста-Рика                         | 3 – 1 (66') | Гватемала | Сан-Хосе, Коста-Рика     |  |
|                | Хіменес 12' Кордеро 28' Еррера 65' |             | Лопес 61' | Суддя: Оррего (Колумбія) |  |
|                |                                    |             |           |                          |  |

| 3 березня 1957 | Коста-Рика                        | 4 – 0 | Нідерландські Антильські острови | Сан-Хосе, Коста-Рика    |  |
|                | Еррера 16', 63' Мурільйо 35', 67' |       |                                  | Суддя: Маккена (Англія) |  |
|                |                                   |       |                                  |                         |  |

| 14 березня 1957 | Гватемала | 1 – 3 | Нідерландські Антильські острови | Гватемала, Гватемала       |  |
|                 | Лопес 51' |       | Де Лануа 23', 31' Мойленс 65'    | Суддя: Зундгайм (Колумбія) |  |
|                 |           |       |                                  |                            |  |

| 4 серпня 1957 | Нідерландські Антильські острови | 1 – 2 | Коста-Рика              | Віллемстад, Кюрасао       |  |
|               | Самбо 21'                        |       | Кордеро 53' Монтеро 60' | Суддя: Орландіні (Італія) |  |
|               |                                  |       |                         |                           |  |

Збірна Коста-Рики вийшла до Фінального раунду. Гра між Нідерландськими Антилами і Гватемалою проведена не була, оскільки гватемальським футболістам не дозволили подорож на Нідерландські Антильські острови. Водночас ця гра вже не мала турнірного значення, адже обидва її учасники на той час втратили шанси на вихід до фінального раунду.

### Другий раунд (КОНКАКАФ)
| Місце | Команда    | О | І | В | Н | П | Г+ | Г- |
| ----- | ---------- | - | - | - | - | - | -- | -- |
| 1     | Мексика    | 3 | 2 | 1 | 1 | 0 | 3  | 1  |
| 2     | Коста-Рика | 1 | 2 | 0 | 1 | 1 | 1  | 3  |

| 20 жовтня 1957 | Мексика                 | 2 – 0 | Коста-Рика | Мехіко, Мексика         |  |
|                | Бельмонте 77' Лопес 86' |       |            | Суддя: Гасбенд (Англія) |  |
|                |                         |       |            |                         |  |

| 27 жовтня 1957 | Коста-Рика | 1 – 1 | Мексика   | Сан-Хосе, Коста-Рика    |  |
|                | Сото 32'   |       | Лопес 27' | Суддя: Гасбенд (Англія) |  |
|                |            |       |           |                         |  |

Збірна Мексики кваліфікувалася.

## Африка і Азія
З 11 команд, які висловили бажання взяти участь у кваліфікаційному раунді чемпіонату світу двом (збірним Ефіопії і Південної Кореї) ФІФА відмовила в участі. Решта 9 команд-учасниць мали розіграти одну путівку до фінальної частини чемпіонату світу у чотири раунди, включаючи попередній і фінальний.

### Попередній раунд КАФ / АФК
| Місце | Команда          | О       | І       | В       | Н       | П       | Г+      | Г-      |
| ----- | ---------------- | ------- | ------- | ------- | ------- | ------- | ------- | ------- |
| 1=    | Індонезія        | пройшла | пройшла | пройшла | пройшла | пройшла | пройшла | пройшла |
| 1=    | КНР              | пройшла | пройшла | пройшла | пройшла | пройшла | пройшла | пройшла |
| —     | Республіка Китай | знялася | знялася | знялася | знялася | знялася | знялася | знялася |

Команда Республіки Китай знялася зі змагання, тож збірні КНР та Індонезії пройшли до Першого раунду автоматично.

### Перший раунд КАФ / АФК

#### Група 1 (КАФ / АФК)
| Місце | Команда   | О | І | В | Н | П | Г+ | Г- | СГ   |
| ----- | --------- | - | - | - | - | - | -- | -- | ---- |
| 1=    | Індонезія | 2 | 2 | 1 | 0 | 1 | 5  | 4  | 1.25 |
| 1=    | КНР       | 2 | 2 | 1 | 0 | 1 | 4  | 5  | 0.8  |

| 12 травня 1957 |

| Індонезія       | 2 – 0 | КНР |
| --------------- | ----- | --- |
| Раманг 47', 80' |       |     |

| Ікада, Джакарта |

| 2 червня 1957 |

| КНР                                                    | 4 – 3 | Індонезія                   |
| ------------------------------------------------------ | ----- | --------------------------- |
| Жан Хонгген 1' Нянь Вейси 9' Сунь Фучен 47' Ван Лю 75' |       | Раманг 25', 55' Вітарса 70' |

| Сяннонтан, Пекін |

Команди завершили основний турнір з однаковою кількістю очок, через що було призначено гру плей-оф на нейтральному полі.
| 23 червня 1957 |

| Індонезія | 0 – 0 дч | КНР |
| --------- | -------- | --- |
|           |          |     |

| Аун Сан, Янгон, М'янма |

Індонезія вийшла до Другого раунду, оскільки гра плей-оф не визначила переможця, а саме ця команда мала краще співвідношення забитих і пропущених голів.

#### Група 2 (КАФ / АФК)
| Місце | Команда   | О       | І       | В       | Н       | П       | Г+      | Г-      |
| ----- | --------- | ------- | ------- | ------- | ------- | ------- | ------- | ------- |
| 1     | Ізраїль   | пройшла | пройшла | пройшла | пройшла | пройшла | пройшла | пройшла |
| —     | Туреччина | знялася | знялася | знялася | знялася | знялася | знялася | знялася |

Туреччина відмовилася грати в азійській відбірковій групі, тож Ізраїль вийшов до Другого раунду автоматично.

#### Група 3 (КАФ / АФК)
| Місце | Команда | О       | І       | В       | Н       | П       | Г+      | Г-      |
| ----- | ------- | ------- | ------- | ------- | ------- | ------- | ------- | ------- |
| 1     | Єгипет  | пройшла | пройшла | пройшла | пройшла | пройшла | пройшла | пройшла |
| —     | Кіпр    | знялася | знялася | знялася | знялася | знялася | знялася | знялася |

Кіпр відмовився від участі, тож Єгипет вийшов до Другого раунду автоматично.

#### Група 4 (КАФ / АФК)
| Місце | Команда | О | І | В | Н | П | Г+ | Г- |
| ----- | ------- | - | - | - | - | - | -- | -- |
| 1     | Судан   | 3 | 2 | 1 | 1 | 0 | 2  | 1  |
| 2     | Сирія   | 1 | 2 | 0 | 1 | 1 | 1  | 2  |

| 8 березня 1957 | Судан              | 1 – 0 | Сирія | Хартум, Судан                                                 |  |
|                | Манзуль 78' (пен.) |       |       | Стадіон: Муніципальний Стадіон Суддя: Ріккардо П'єрі (Італія) |  |
|                |                    |       |       |                                                               |  |

| 24 травня 1957 | Сирія         | 1 – 1 | Судан     | Дамаск, Сирія                                            |  |
|                | Аль-Зарка 70' |       | Фаріс 38' | Стадіон: Аббасіїн Суддя: Константінос Йоаннідіс (Греція) |  |
|                |               |       |           |                                                          |  |

Судан пройшов до Другого раунду.

### Другий раунд КАФ / АФК
| Місце | Команда   | О       | І       | В       | Н       | П       | Г+      | Г-      |
| ----- | --------- | ------- | ------- | ------- | ------- | ------- | ------- | ------- |
| 1=    | Ізраїль   | пройшла | пройшла | пройшла | пройшла | пройшла | пройшла | пройшла |
| 1=    | Судан     | пройшла | пройшла | пройшла | пройшла | пройшла | пройшла | пройшла |
| —     | Єгипет    | знялася | знялася | знялася | знялася | знялася | знялася | знялася |
| —     | Індонезія | знялася | знялася | знялася | знялася | знялася | знялася | знялася |

Індонезія знялася зі змагання після відмови ФІФА задовільнити її запит про проведення гри проти Ізраїлю на нейтральному полі. Після відмови від участі й Єгипту Ізраїль та Судан пройшли до фінального раунду автоматично.

### Фінальний раунд КАФ / АФК
| Місце | Команда | О       | І       | В       | Н       | П       | Г+      | Г-      |
| ----- | ------- | ------- | ------- | ------- | ------- | ------- | ------- | ------- |
| 1     | Ізраїль | пройшла | пройшла | пройшла | пройшла | пройшла | пройшла | пройшла |
| —     | Судан   | знялася | знялася | знялася | знялася | знялася | знялася | знялася |

Через бойкот Ізраїлю з боку Ліги арабських держав Судан відмовився грати проти збірної цієї країни. Таким чином Ізраїль мав би автоматично кваліфікуватися до фінальної частини світової першості, однак до початку кваліфікаційного раунду ФІФА ухвалила рішення, що жодна команда крім команди господарів і чинного чемпіона світу не може стати учасником фінальної стадії чемпіонату світу, не провівши жодної відбіркової гри. При цьому Ізраїль подолав усі три етапи відбору КАФ / АФК через відмови від участі його суперників, команд з ісламських країн.

## Міжконтинентальний плей-оф
Враховуючи необхідність додержання правила кваліфікації до фінальної частини чемпіонату світу шляхом змагання, збірна Ізраїлю мала вибороти місце на ЧС-1958 у спортивній боротьбі. Її суперником було запропоновано стати командам із зони УЄФА, які не подолали відбір, посівши другі місця у своїх відбіркових групах. Після відмови збірної Бельгії від участі у плей-оф, його учасником від УЄФА жеребом було визначено збірну Уельсу.
| Поз | Команда | І | В | Н | П | ГЗ | ГП | РГ | О | Кваліфікація                       |  | Уельс | Ізраїль |
| --- | ------- | - | - | - | - | -- | -- | -- | - | ---------------------------------- |  | ----- | ------- |
| 1   | Уельс   | 2 | 2 | 0 | 0 | 4  | 0  | +4 | 4 | Вихід до фінальної частини ЧС-1958 |  | —     | 2–0]    |
| 2   | Ізраїль | 2 | 0 | 0 | 2 | 0  | 4  | −4 | 0 |                                    |  | 0–2   | —       |

| 15 січня 1958 |

| Ізраїль | 0–2      | Уельс                        |
| ------- | -------- | ---------------------------- |
|         | Протокол | - А. Оллчерч 38' - Боуен 63' |

| Рамат-Ган, Рамат-Ган Глядачів: 55,000 Арбітр: Моріс Гіг (Франція) |

| 5 лютого 1958 |

| Уельс                        | 2–0      | Ізраїль |
| ---------------------------- | -------- | ------- |
| - А. Оллчерч 76' - Джонс 80' | Протокол |         |

| Нініан Парк, Кардіфф Глядачів: 38,000 Арбітр: Клаас Шкіппер (Нідерланди) |

## Учасники

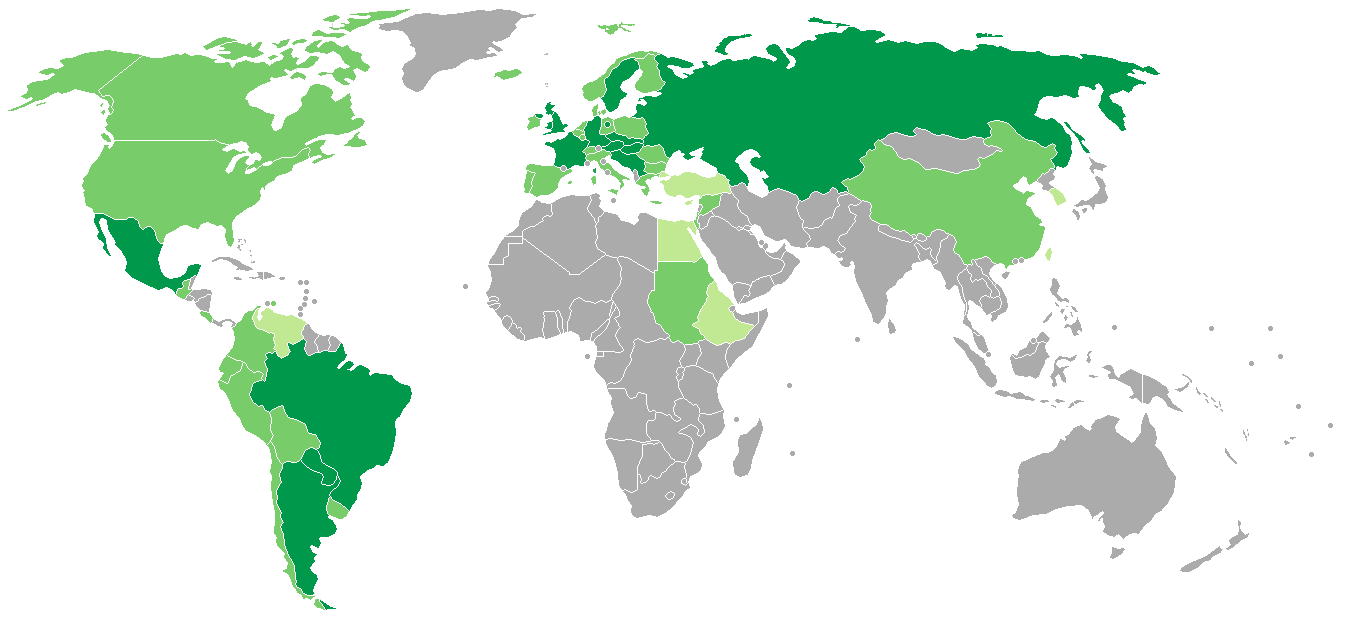
Учасники кваліфікаційного раунду чемпіонату світу 1958

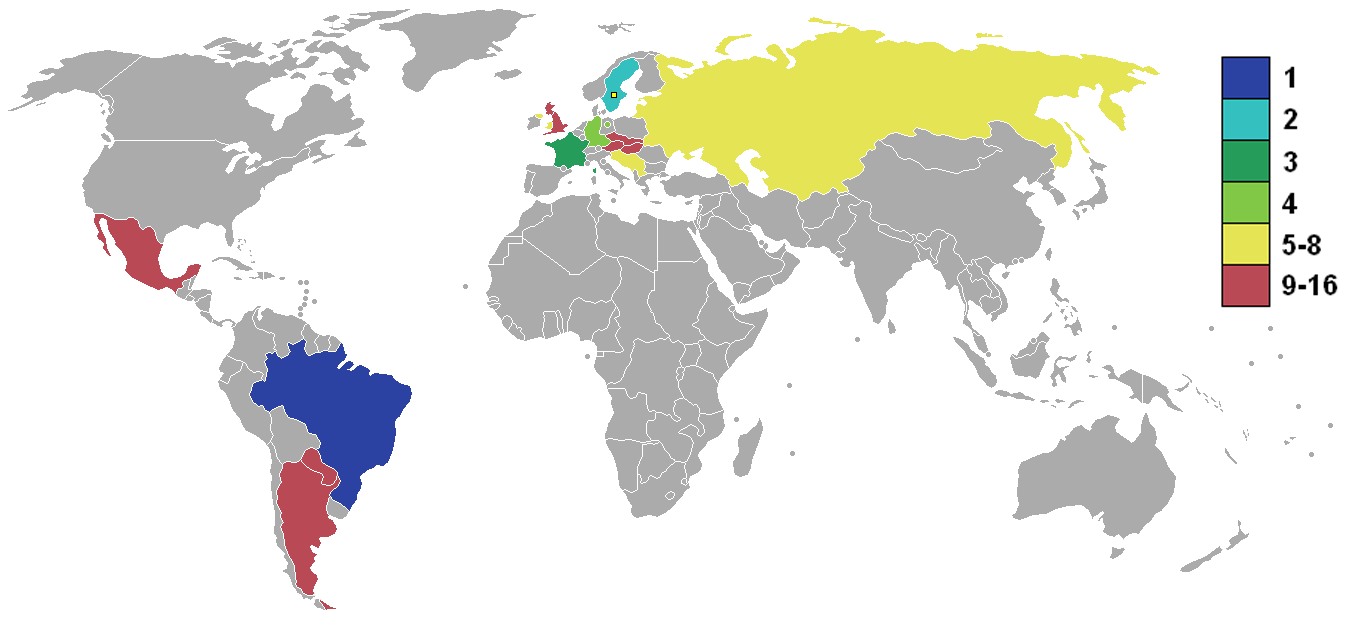
Учасники фінального турніру чемпіонату світу 1958 із зазначенням досягнутого прогресу

| Команда           | Кількість участей | Кількість участей поспіль | Остання участь |
| ----------------- | ----------------- | ------------------------- | -------------- |
| Аргентина         | 3                 | 1                         | 1934           |
| Австрія           | 3                 | 2                         | 1954           |
| Бразилія          | 6                 | 6                         | 1954           |
| Чехословаччина    | 4                 | 2                         | 1954           |
| Англія            | 3                 | 3                         | 1954           |
| Франція           | 5                 | 2                         | 1954           |
| Угорщина          | 4                 | 2                         | 1954           |
| Мексика           | 4                 | 3                         | 1954           |
| Північна Ірландія | 1                 | 1                         | –              |
| Парагвай          | 3                 | 1                         | 1950           |
| Шотландія         | 2                 | 2                         | 1954           |
| Швеція            | 4                 | 1                         | 1950           |
| СРСР              | 1                 | 1                         | –              |
| Уельс             | 1                 | 1                         | –              |
| ФРН               | 4                 | 2                         | 1954           |
| Югославія         | 4                 | 3                         | 1954           |

## Бомбардири
8 голів
| - Томмі Тейлор |

7 голів
| - Тадей Цисовскі |

5 голів
| - Кресенсіо Гутьєррес - Джекі М'юді |

4 голи
| - Поль Ванденберг - Тадеуш Краус - Джон Етійо | - Ференц Махош - Руслі Раманг - Едвард Янковський | - Симонян Микита Павлович - Ладислав Кубала |

3 голи
| - Омар Оресте Корбатта - Норберто Менендес - Герхард Ганаппі - Моріс Віллемс - Максимо Алькосер - Христо Ілієв - Хорхе Ернан Монхе - Родольфо Еррера Гонсалес | - Альваро Мурільйо - Жан Венсан - Дермот Кертіс - Альфредо Ернандес - Ектор Ернандес Гарсія - Сальвадор Реєс Монтеон - Абе Ленстра - Нуд ван Меліс | - Джиммі Макілрой - Хуан Баутіста Агуеро - Флоренсіо Амарілья - Ільїн Анатолій Михайлович - Стрєльцов Едуард Анатолійович - Дес Палмер - Мухамед Муїч |

2 голи
| - Роберто Сарате - Ганс Бузек - Теодор Вагнер - Анрі Коппенс - Віктор Мес - Ріхард Орланс - Георгі Димитров - Панайот Панайотов - Арт Г'юз - Браян Філлі - Годжі Стюарт - Хайме Рамірес - Маріо Кордеро - Рубен Хіменес Родрігес - Даніло Монтеро Кампос - Вілфред де Лануа - Ове Бех Нільсен - Гюнтер Вірт | - Данкан Едвардс - Селестен Олівер - Роже П'янтоні - Жозеф Уйлакі - Франсіско Лопес Контрерас - Лайош Чордаш - Нандор Хідегкуті - Рікгардур Йонссон - Тордур Йонссон - Тордур Тордарсон - Гвідо Граттон - Карлос Гонсалес - Ектор Ернандес Гарсія - Лігоріо Лопес - Енріке Сесма - Кор ван дер Гейп - Гаралд Геннум - Анхель Яра Сегіер | - Енріке Яра Сегіер - Люціян Брихчий - Герард Цесьлік - Мануел Васкеш - Александру Ене - Ісаєв Анатолій Костянтинович - Нетто Ігор Олександрович - Естаніслао Басора - Альфредо Ді Стефано - Луїс Суарес Мірамонтес - Йозеф Гюгі - Роже Фонлантен - Ед Мерфі - Айвор Оллчерч - Кліфф Джонс - Милош Милутинович |

1 гол
| - Норберто Конде - Елісео Прадо - Роберт Дінст - Вальтер Гауммер - Карл Коллер - Ернст Козліцек - Гельмут Сенекович - Карл Штоц - Отто Вальцгофер - Андре ван Герпе - Деніс Гоуф - Андре Пітерс - Рікардо Алькон - Аусберто Гарсія - Діді - Індіо - Спиро Дебарський - Тодор Дієв - Іван Петков Колєв - Крум Янев - Норм Маклауд - Остап Стецьків - Гільєрмо Діас - Нянь Вейси - Сунь Фучен - Ван Лю - Жан Хонгген - Карлос Аранго - Рікардо Діас - Хайме Гутьєррес - Хуан Сото Кірос - Едгард Мойленс - Губерт Самбо - Властимил Бубник - Павол Молнар - Антон Моравчик - Ладислав Новак - Оге Роу Єнсен | - Йон Єнсен - Манфред Кайзер - Гельмут Мюллер - Віллі Трегер - Джонні Гейнс - Олаві Лахтінен - Маурі Ванганен - Саїд Браїмі - Рене Дерьоддр - Мар'ян Виснєський - Костас Несторідіс - Ваггеліс Панакіс - Аугусто Еспіноса - Хорхе Вікерс - Йожеф Божик - Карой Шандор - Лайош Тіхі - Едданг Вітарса - Джордж Каммінс - Джонні Гевін - Альф Рінгстед - Серджо Червато - Діно да Коста - Джино Півателлі - Жан-П'єр Фідлер - Джонні Гальсдорф - Леон Леч - Хайме Бельмонте - Тон Брюсселєрс - Кон Діллен - Кес Рейверс - Сервас Вілкес - Біллі Бінгем - Томмі Кейсі - Вільбур Каш - Біллі Сімпсон - К'єлл Крістіансен - Оскар Агілера | - Альберто Террі - Гінтер Гавлік - Матато - Антоніу Діаш Тейшейра - Корнел Каковяну - Тітус Озон - Йосиф Печовський - Ніколае Тетару - Джон Г'юї - Томмі Рінг - Арчі Робертсон - Алекс Скотт - Гордон Сміт - Федосов Генріх Олександрович - Іванов Валентин Козьмич - Татушин Борис Георгійович - Войнов Юрій Миколайович - Мігель Гонсалес - Енріке Матеос - Сулейман Фаріс - Сіддік Манзуль - Робер Балламан - Фердінандо Ріва - Джабра Аль-Зарка - Гаррі Кеог - Рубен Мендоза - Джеймс Мерфі - Хав'єр Амбройс - Еладіо Бенітес - Вільям Мартінес - Оскар Мігес - Дейв Боуен - Мел Чарлз - Рой Вернон - Добросав Крстич - Александар Петакович |

1 автогол
| - Едгар Фальх (у грі проти Угорщини) - Рей Деніел (у грі проти Чехословаччини) |